# Casas Viejas, Jáltipan
Casas Viejas är en ort i Mexiko.   Den ligger i kommunen Jáltipan och delstaten Veracruz, i den sydöstra delen av landet, 500 km öster om huvudstaden Mexico City. Casas Viejas ligger 23 meter över havet och antalet invånare är 146.
Terrängen runt Casas Viejas är platt, och sluttar söderut. Runt Casas Viejas är det ganska glesbefolkat, med 47 invånare per kvadratkilometer. Närmaste större samhälle är Cosoleacaque, 14,5 km nordost om Casas Viejas. Trakten runt Casas Viejas består till största delen av jordbruksmark.